# Продвагон
«Продваго́н» («Общество для торговли изделиями русских вагоностроительных заводов») — промышленный территориальный синдикат (1904—1918) Российской империи в форме акционерного общества. Основан в 1904 году. Одно из крупнейших монополистических объединений Российской империи в отрасли тяжелой промышленности. Национализирован большевиками в 1918 году.

## История

### Создание
Общество Продвагон возникло в 1904 году с целью регулирования заказов на вагоны в Российской империи:21. Устав общества был утверждён в июле 1904 года, а действовать он начал с 1906 года.

### Органы правления
Продвагон имел собственное общее собрание, правомочное определять тактику и стратегию действий синдиката, а также правление, которое решало текущие вопросы. Основной капитал общества составлял до 2 млн рублей Российской империи, кроме того, существовали оборотный и резервный капиталы:21.

### Состав синдиката
Продвагон объединил 13 предприятий отрасли, среди которых основное место занимали Николаевский завод, Общество Брянского завода и Русско-Балтийский вагонный завод:21. Также в его состав входили другие крупные заводы отрасли, кроме Киевского машиностроительного завода. Синдикат сотрудничал с Комитетом по распределению заказов на рельсы, скрепления и подвижной состав для железных дорог (1902—1914). Отношения между участниками синдиката и синдикатом в  целом регулировались индивидуальными договорами.

### Результаты
Изначально Продвагон сконцентрировал 88% общего объема выпуска вагонов. Практически все железные дороги юго-западной части Российской империи были оснащены техникой, выпускаемой Продвагоном. В 1905 году доля Продвагона в удовлетворении государственных и частных потребностей составляла 95,8 %, в 1907 году — 93,7 %, в 1909 году — 89,7 %, в 1911 году — 97 %:21. В период с 1909 года по 1913 год и в период Первой мировой войны объем выпуска вагонов сократился.

### Прекращение деятельности
В 1918 году имущество синдиката было национализировано большевиками, а его аппарат некоторое время частично использовался советскими властями.